# Väktaren i tornet
Väktaren i tornet (Tillandsia lindenii) är en art inom familjen ananasväxter. Arten förekommer naturligt i nordvästra Peru. Arten odlas som rumsväxt i Sverige.
Blomstängeln är relativt lång, axet är 20 cm långt och 5 cm brett. Kronbladen är 7 cm långa, breda och utbredda, de är violetta med vit mitt. Högbladen har tydliga nerver.
Arten är lik blå tillandsia (T. cyanea) men den arten har kortare blomstängel, ett ax som blir 16 cm långt och 7 cm brett. Kronbladen är 8 cm långa, breda och utbredda, de är violetta och har vanligen ingen vit markering. Högbladen har inga synliga nerver.

## Synonymer
- Phytarrhiza lindenii E.Morr.
- Phytarrhiza lindenii var. geunina E.Morren
- Phytarrhiza lindenii var. intermedia E.Morren
- Phytarrhiza lindenii var. koutsinskyana E. Morren
- Phytarrhiza lindenii var. regeliana (E.Morren) E.Morren
- Tillandsia lindeniana Regel
- Tillandsia lindenii Regel
- Tillandsia lindenii var. abundans L.B.Smith
- Tillandsia lindenii var. intermedia E.Morren
- Tillandsia lindenii var. koutsinskava (E. Morren) L.B. Sm.
- Tillandsia lindenii var. major Dombrain
- Tillandsia lindenii var. regeliana E.Morren
- Tillandsia lindenii var. rosea Dauthenay
- Tillandsia lindenii var. rutilans Linden ex Houllet
- Tillandsia lindenii var. violacea hort. ex André
- Vriesea violacea hort. ex Houllet